# Vasile Cireș
Vasile Cireș (n. 9 martie 1866, Hurdugi, județul Vaslui – d. circa 1930) a fost un filolog român.

## Biografie
A fost fiul țăranului Ștefan Cireș și a absolvit școala la Iași, unde i-a fost profesor Aron Densușianu. Studiile superioare le-a absolvit la Facultatea de Litere și Filosofie din Iași.
După absolvirea facultății, în anul 1888, a funcționat ca profesor de limba română la Focșani și apoi la gimnaziul din Târgoviște începând cu anul 1892. Începând cu anul 1893 a revenit la Iași, unde a predat limba și literatura română la seminarul „Veniamin Costachi” și la gimnaziul „Ștefan cel Mare” din anul 1904. În anul 1907 a absolvit și studiile de drept.
A fost autorul unor studii și articole publicate în ziarele „Lupta”, „Propaganda” și în revista „Arhiva” pe care le-a reunit, mai târziu, în volum Studii în anul 1899.
În anii 1903 și 1904 a publicat revista politică „Libertatea”, prin intermediul căreia și-a făcut cunoscută viziunea politică ca membru al Partidului Național Liberal și și-a atacat adversarii politici din același partid. A mai tipărit la Iași și publicațiile „Orientul” în 1904 și „Reforma” în 1926.
A scris articole politice și în publicațiile „Propaganda”, „Liberalul” și „Gazeta liberală” sub pseudonimul Myrtil.

## Opera
- Considerațiuni estetice asupra poeziei populare române, lucrarea de licență, Focșani, 1888;
- Estetica poeziei populare (Răspuns d-lui Schwarzfeld, colaborator la „Arhiva Societății științifice și literare din Iași”), LUP, 1890;
- Studii, Iași, 1899.